# Duke Mathematical Journal
Das Duke Mathematical Journal (Duke Math. J.; DMJ) ist eine mathematische Zeitschrift mit Peer-Review, die seit 1935 von der Duke University Press der Duke University herausgegeben wird.
Die Gründungsherausgeber waren David Widder, Arthur Coble und Joseph Miller Thomas, der Hauptgründer. Leonard Carlitz war 1938 bis 1973 Mitherausgeber; und zu den Herausgebern zählte auch William Arveson. Zurzeit sind Alexander Kiselev, Richard Hain die akademischen Herausgeber (2023).
Es erscheinen 18 Hefte pro Jahr.
Der (5-Jahres-)Impact Factor lag 2021 laut Clarivate bei 2,721. 2014 lag er bei 1,578 und 2015 bei 2,350. Bezüglich des Impact Factor lag die Zeitschrift 2006 auf Platz Nr. 7 unter den Mathematikzeitschriften und für den Zeitraum 1981 bis 2006 auf Platz zehn.
Die ISSN für die Printausgabe ist ISSN 0012-7094, für die Onlineausgabe ISSN 1547-7398.